# Roger Angel
James Roger Prior Angel, né le 7 février 1941 à St Helens en Angleterre, est un astrophysicien britannique-américain reconnu pour ses contributions à l’astronomie, à l’optique et à la géo-ingénierie. Il est notamment connu pour avoir proposé le concept d’un parasol spatial destiné à atténuer le réchauffement climatique, ainsi que pour ses avancées dans la fabrication de grands miroirs pour les télescopes optiques.

## Biographie
Roger Angel obtient un baccalauréat (BA) à l’Université d'Oxford en 1963, suivi d’une maîtrise (MS) au California Institute of Technology en 1966, et d’un doctorat (DPhil) à Oxford en 1967. Durant ses études au Clarendon Laboratory d’Oxford, il conçoit un ordinateur rudimentaire permettant la première mesure directe du moment quadripolaire d’un atome. Après avoir enseigné à l’Université Columbia, il rejoint l’Université d'Arizona en 1975, où il devient Regents' Professor en astronomie et sciences optiques.
À l’Université d’Arizona, il dirige le Richard F. Caris Mirror Lab, un laboratoire spécialisé dans la production de miroirs de grande taille pour les télescopes, utilisant des techniques innovantes comme le moulage par centrifugation et le polissage sous contrainte. Ces avancées ont permis la construction de miroirs pour certains des plus grands observatoires au monde.

## Parasol spatial
En 2006, Angel propose une solution de géo-ingénierie pour contrer le réchauffement climatique : un parasol spatial composé de trillions de petits disques réfractifs, d’un diamètre de 0,6 mètre et d’une masse d’un gramme chacun, positionnés au point de Lagrange L1 à 1,5 million de kilomètres de la Terre. Ces disques, lancés par piles de 800 000 via une accélération électromagnétique et transportés par propulsion ionique, formeraient un nuage capable de dévier environ 2 % du rayonnement solaire, compensant ainsi l’effet d’un doublement du dioxyde de carbone atmosphérique par rapport aux niveaux préindustriels. Ce concept, bien que techniquement ambitieux, vise à offrir une solution d’urgence face à une crise climatique majeure.

## Contributions scientifiques
Outre ses travaux sur le parasol spatial, Angel a apporté des contributions majeures à la détection et à l’étude des exoplanètes, ainsi qu’à l’amélioration des instruments astronomiques. Ses recherches incluent également des applications de l’énergie solaire, reflétant son intérêt pour les technologies durables.

## Distinctions
Roger Angel est nommé Regents' Professor à l’Université d’Arizona, une distinction honorifique soulignant son impact dans ses domaines de recherche.